# Chaplin (Kentucky)
Chaplin – jednostka osadnicza w Stanach Zjednoczonych, w stanie Kentucky, w hrabstwie Nelson.